# Carlo Antonio Testore
Carlo Antonio Testore (Milano, 1688 – 1764) è stato un liutaio italiano, costruttore di violini, violoncelli e contrabbassi.

## Biografia
Figlio di Carlo Giuseppe e fratello di Paolo Antonio, anch'essi noti liutai, Carlo Antonio Testore nacque a Milano e lavorò nella bottega di famiglia "Al segno dell'aquila", nella Contrada Larga. La lavorazione e l'aspetto dei suoi strumenti sono considerati grezzi, ma la qualità tonale è eccellente. Uno dei suoi bassi fu acquistato e suonato dal noto contrabbassista Giovanni Bottesini. La sua attività, concentrata principalmente fra il 1715 ed il 1745, fu molto prolifica. I suoi violoncelli sono venduti a prezzi relativamente alti.
Giovanni, figlio di Carlo, e Gennaro, figlio di Paolo Antonio, proseguirono l'attività di famiglia a Milano durante gli anni 1760.